# Kovellin
A kovellin (más néven kovellit) egy ritka réz-szulfid ásvány, képlete: CuS. Ez az indigókék ásvány rendszerint másodlagos ásvány, amely korlátozott mennyiségben fordul elő, és bár nem számít jelentős rézércnek, az ásványgyűjtők számára jól ismert.
A kovellin általában a réz-szulfid-lerakódások másodlagos felhalmozódási zónáiban található. Gyakran előfordul vékony rétegként kalkozinon, kalkopiriten, borniton, enargiton, piriten és egyéb szulfidokon, és gyakran pszeudomorf helyettesítőként is megjelenik más ásványok esetében. Annak ellenére, hogy vulkáni szublimátumként nagyon ritkán fordul elő, az első leírást Nicola Covelli (1790–1829) mutatta be a Vezúvon tett megfigyelései alapján.

## Összetétel
A kovellin (CuS) a bináris réz-szulfidok csoportjába tartozik, amely CuxSy képlettel rendelkezik, és tág határok között mozgó réz/kén aránnyal (1:2 – 2:1) rendelkezik. Mindazonáltal ez a sorozat semmi esetre sem folytonos, és a kovellin homogenitási tartományának szélessége szűk. A kovellin különleges tulajdonságainak többsége a molekulaszerkezet eredménye. Annak ellenére, hogy a réz különös egyértékű természete a szulfidokban már az 1980-as évek óta ismert, a későbbi irodalomban sok hely van, még normál szövegekben is, ahol a kétértékű réz elképzelése újra felbukkan.

## Képződés
A kovellin általában másodlagos rézásványként jelenik meg a lerakódásokban, ezért csak ritkán elsődleges ásványi anyag, és még kevésbé valószínű, hogy vulkáni szublimátumként jelenik meg. A kovellin olyan környezetben jelenik meg, ahol a felszínközeli mállás jelensége előfordul azokban a lerakódásokban, ahol a réz az elsődleges szulfid. Elsődleges ásványi anyagként a kovellin kialakulása hidrotermális körülményekre korlátozódik.

A kovellin egyedülálló kristályszerkezete a kialakulásának feltételeivel függ össze. Megkülönböztetett kerete az oxidatív képződési körülmények között keletkezik. A kovellin szintézisére irányuló kísérletek során kiderült, hogy az ásvány komplex oxidációs folyamaton megy keresztül, és hogy kialakulása attól függ, hogy milyen a kapcsolódó szulfidok állapota és története. A kísérleti bizonyítékok szerint az ammónium-metavanadát (NH4VO3) egy fontos katalizátor lehet a kovellin szilárdfázisú átalakulásánál egyéb réz-szulfidokból.

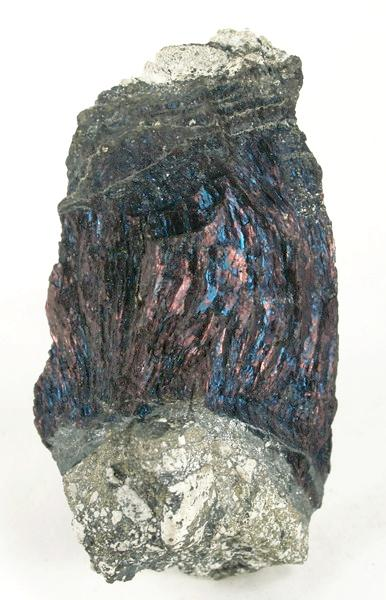
Kovellin (Szerbia)

## Geológiai előfordulása
A kovellin széles körben előfordul az Egyesült Államokban, a Montana állambeli Silver Bow County megyében, 1150 m mélységben. A montanai Leonard-bányákban a klasztereket kialakító kovellin eléri az egy méteres szélességet is a telérekben. Hazánk környékén szintén megtalálható, például Ausztriában, Szerbiában vagy Németországban.

## Alkalmazása
A kovellin volt az első azonosított, természetben előforduló szupravezető. A CuS3/CuS2 keret lehetővé teszi az elektronfelesleget, amely megkönnyíti a szupravezetést bizonyos állapotoknál, kivételesen alacsony hőveszteséggel. Az anyagtudomány ma már tisztában van a kovellin kedvező tulajdonságaival, és számos kutató szándékozik kovellint szintetizálni. Felfedezték, hogy a kovellint anaerob körülmények között is elő lehet állítani a laboratóriumban szulfátredukáló baktériumok segítségével különböző hőmérsékleteken. Azonban további kutatások szükségesek, mivel bár sok a kovellin, a kristályméret növekedését valójában gátolja a baktériumok fizikai korlátja. Kísérletileg kimutatták, hogy az ammónium-vanadátok jelenléte fontos más réz-szulfidok szilárd állapotú transzformációjához.

## Fordítás
Ez a szócikk részben vagy egészben  a   Covellite című angol Wikipédia-szócikk ezen változatának fordításán alapul.  Az eredeti cikk szerkesztőit annak laptörténete sorolja fel. Ez a jelzés csupán a megfogalmazás eredetét és a szerzői jogokat jelzi, nem szolgál a cikkben szereplő információk forrásmegjelöléseként.